# Robert Plant
Robert Anthony Plant, cunoscut mai ales ca Robert Plant (născut la 20 august 1948), este un muzician, cântăreț (în registrul tenor), compozitor și instrumentist englez faimos pentru apartenența sa de 12 ani la grupul englez de rock Led Zeppelin, al cărui vocalist a fost, precum și pentru cariera sa ulterioară solo plină de succes.
Apartenența sa ulterioară la numeroase acte muzicale, așa cum ar fi grupurile muzicale Band of Joy, Rockestra, The Honeydrippers, Page and Plant și Strange Sensation au completat armonios profilul acestui muzician extrem de talentat. La sfârșitul anilor 2000, asocierea muzicală a lui Robert Plant cu solista americană de folk și bluegrass Alison Krauss a condus la lansarea unui album de studio extrem de bine primit și premiat intitulat Raising Sand. Cel mai recent (2021), Plant concertează în Regatul Unit împreună cu o altă formație de a sa, cunoscută ca Saving Grace.